# James L. Brooks
James Lawrence Brooks (North Bergen, Nueva Jersey, 9 de mayo de 1940) es un director de cine y televisión, guionista y productor estadounidense, conocido por su trabajo en Los Simpson y otras series como El crítico.

## Carrera
Comenzó a trabajar en televisión, junto al productor de documentales David L. Wolper, como aprendiz en el noticiero de la CBS. En 1969 realizó Room 222. Asociado con Allan Burns, produjo, entre 1970 y 1977, el exitoso The Mary Tyler Moore Show, un programa que ganó numerosos premios. En TV, fue responsable de comedias como Cheers y Taxi. También fue el productor y guionista de Tres no hacen pareja (Starting over, 1979) y trabajó ocasionalmente de actor en filmes como Albert Brooks's Real Life (1979).
En 1983 dirigió un éxito al gusto de la Academia de Hollywood y se llevó varios premios con La fuerza del cariño (Terms of Endearment). En 1987 dirigió Broadcast News, después de lo cual se dedicó a producir comedias como Big (Penny Marshall, 1988), Say Anything... (1989), y Jerry Maguire (1996), las dos últimas de Cameron Crowe. 
Para 1997, Brooks fue nominado a los Premios Óscar por su película Mejor... imposible, protagonizada por Jack Nicholson.

## Filmografía
Director y guionista:
- 1983 - La fuerza del cariño
- 1987 - Broadcast News
- 1994 - Aprendiendo a vivir (I'll Do Anything)
- 1997 - Mejor... imposible
- 2004 - Spanglish
- 2010 - How Do You Know
- 2012 - The Longest Daycare
- 2020 - Maggie Simpson:Playdate with Destiny

Productor:
- 1979 - Comenzar de nuevo (Starting Over), dirigida por Alan J. Pakula
- 1983 - La fuerza del cariño
- 1987 - Broadcast News
- 1988 - Big, dirigida por Penny Marshall
- 1989 - Say Anything..., dirigida por Cameron Crowe
- 1989 - La guerra de los Rose, dirigida por Danny DeVito
- 1996 - Jerry Maguire, dirigida por Cameron Crowe
- 1997 - Mejor... imposible
- 2001 - Riding in Cars with Boys, dirigida por Penny Marshall
- 2004 - Spanglish
- 2007 - Los Simpson: la película, dirigida por David Silverman (también guionista)
- 2010 - How Do You Know
- 2023 - Are You There God? It's Me, Margaret[1]

## Televisión
- My Three Sons (1960)
- The Andy Griffith Show (1960)
- My Mother The Car (1965) (escritor)
- The Mary Tyler Moore Show (1970) (productor)
- Rhoda (1974) (productor)
- Thursday's Game (1974)
- Taxi (1978) (productor)
- The Tracey Ullman Show (1987) (productor)
- Los Simpson (1989-presente) (productor)
- The Critic (1994) (productor)

## Premios y distinciones
Premios Óscar
| Año  | Categoría            | Película              | Resultado |
| ---- | -------------------- | --------------------- | --------- |
| 1984 | Mejor Película       | La fuerza del cariño  | Ganador   |
| 1984 | Mejor Director       | La fuerza del cariño  | Ganador   |
| 1984 | Mejor Guion Adaptado | La fuerza del cariño  | Ganador   |
| 1988 | Mejor Película       | Al filo de la noticia | Nominado  |
| 1988 | Mejor Guion Original | Al filo de la noticia | Nominado  |
| 1997 | Mejor Película       | Jerry Maguire         | Nominado  |
| 1998 | Mejor Guion Original | Mejor... imposible    | Nominado  |
| 1998 | Mejor Película       | Mejor... imposible    | Nominado  |

Globo de Oro
| Año  | Categoría                                            | Película              | Resultado |
| ---- | ---------------------------------------------------- | --------------------- | --------- |
| 1983 | Mejor Guion                                          | La fuerza del cariño  | Ganador   |
| 1983 | Mejor Director                                       | La fuerza del cariño  | Candidato |
| 1987 | Mejor Guion                                          | Al filo de la noticia | Candidato |
| 1987 | Mejor Director                                       | Al filo de la noticia | Candidato |
| 1987 | Mejor Guion                                          | Mejor... imposible    | Candidato |
| 1997 | Mejor Director                                       | Mejor... imposible    | Candidato |
| 1998 | Globo de Oro a la mejor película - Comedia o musical | Mejor... imposible    | Ganador   |